# Vlastimil Kadlec
Vlastimil Kadlec (11. února 1935 Prostějov – 17. dubna 2020) byl český sportovní novinář.

## Životopis
S novinářskou činností začal v 60. letech, kdy přispíval do Mladé fronty a brněnské Rovnosti. Později psal jako externí redaktor pro Stráž lidu a od jejich zániku mezi léty 1991–1999 pro Prostějovský týden. Od 90. let spolupracoval i s Českou tiskovou kanceláří, Českým rozhlasem Olomouc, Československým sportem a Hanáckými novinami.

## Ocenění
- Cena města Prostějova (2018)[3]